# Portland Union Station
A Portland Union Station vasútállomás az Amerikai Egyesült Államok Oregon államának Portland városában. Az Old Town Chinatown városrészben, a Willamette folyó nyugati partján fekvő állomás az Empire Builder nyugati végállomása, valamint az Amtrak Cascades és a Coast Starlight megállója. A csomópont átszállási lehetőséget kínál a Metropolitan Area Express tram-trainre, a Portland Streetcar villamosaira, valamint helyközi és távolsági autóbuszokra. A földszinten étterem, az emeleten irodák találhatók. Itt van az Amtrak első nyugati parti üzleti várója, amit business és első osztályú hálókocsijeggyel lehet igénybe venni.
A Portland városának tulajdonában álló létesítményt a Prosper Portland városrehabilitációs ügynökség üzemelteti. A bérlők évente összesen kétszázezer dollárt fizetnek; a legnagyobb bérlő az Amtrak.

## Története
A McKim, Mead & White 1882-ben a világ legnagyobb vasútállomását tervezte; végül a Van Brunt & Howe 1885-ös kisebb léptékű tervezetét fogadták el. A háromszázezer dolláros (2023-as árfolyamon tízmillió dolláros) projekt kivitelezését 1890-ben kezdte a Northern Pacific Terminal Company; az állomást 1896. február 14-én adták át. A 46 méteres neoromán stílusú óratorony 1948-ban épült; északnyugati és délkeleti oldalain a Union Station felirat, északkeleti és délnyugati oldalain a „Go by Train” („Utazz vonattal”) szlogen olvasható.
Az Amtrak járatai 1917. május 1-je óta állnak meg itt; az állomást korábban a Union Pacific Railroad Chicago–Utah útvonalú City of Portland járata érintette. Az Amtrak hasonló viszonylata 1997-ig közlekedett.
Az állomásépület 1975-ben felkerült a történelmi helyek listájára.
1971 májusában az épület neonfényei elsötétültek, mivel amikor a Union Pacific Railroad, a Burlington Northern Railroad és a Southern Pacific Railroad a fennmaradó személyvonataikat átadták az Amtraknek, az állomás tulajdonosa, a három cég tulajdonában álló Portland Terminal Railroad (az állomás tulajdonosa) a fényeket nem kívánta tovább üzemeltetni. 1985-ben az Oregoni Vasúttörténeti Társaság és az Oregoni Vasúti Utasok Egyesülete adománygyűjtést indított a fények visszakapcsolása érdekében. Júliusban kicserélték a fénycsöveket, szeptemberben pedig visszakapcsolták az eszközöket. A Union Station felirat folyamatosan világít, a Go by Train szlogen szavai pedig egymás után villannak fel (a Go, majd a Go by, végül az összes szó).
1987-ben az állomás tulajdonjoga a belvárosi fejlesztési tervek részeként a Portlandi Fejlesztési Bizottsághoz (ma Prosper Portland) került; ezután az épületet felújították, átadója 1996-ban volt. 2004-ben az állomás előtti közúthálózatot átépítették, a nem használt vasúti pálya helyét pedig lakáscélokra hasznosították.

## Elhelyezkedése
Az állomás Old Town Chinatown városrészben, a Willamette folyó nyugati partján fekszik. Délről a Glisan, Hoyt és Irving, nyugatról a Broadway és Station, északról az Overton és Naito utcák, keletről pedig a Northwest Ironside Terrace és egy ipari park határolják.
Délkeletre a vágányok éles ívben az Acélhídra kanyarodnak, majd északnyugatra a járműtelepeket elhagyva a Burlington Northern Railroad Bridge 5.1-en keresztezik újra a folyót.

## Forgalom
A Union Station a város és az állam fontos intermodális csomópontja. A rövid sétára található Portland Transit Mallon a MAX sárga és zöld vonalaira, villamosokra és helyi autóbuszokra is át lehet szállni.
Ez az Empire Builder nyugati végállomásainak egyike (egyes vonatok Seattle-ig közlekednek), valamint a Coast Starlight egy megállója. Naponta kettő Vancouverből, kettő Eugene-ből és négy Seattle-ből induló Amtrak Cascades vonat csak idáig közlekedik.
2018-ban a Union Station volt az Amtrak nyugati állomásai közül az ötödik legforgalmasabb (országosan a huszonegyedik).
1985-től az épület mellett működött a Greyhound autóbusz-állomása, amelyet 2019 szeptemberében megszüntettek és helyette megállóhelyet létesítettek.

## Fordítás
- Ez a szócikk részben vagy egészben  a   Portland Union Station című angol Wikipédia-szócikk ezen változatának fordításán alapul.  Az eredeti cikk szerkesztőit annak laptörténete sorolja fel. Ez a jelzés csupán a megfogalmazás eredetét és a szerzői jogokat jelzi, nem szolgál a cikkben szereplő információk forrásmegjelöléseként.